# Liste de philosophes français
La liste de philosophes français, actuellement encore incomplète, vise à regrouper l'ensemble des philosophes de nationalité française qui ont pratiqué la philosophie des origines à nos jours.
- Haut – A
- B
- C
- D
- E
- F
- G
- H
- I
- J
- K
- L
- M
- N
- O
- P
- Q
- R
- S
- T
- U
- V
- W
- X
- Y
- Z

## A
- Pierre Abélard
- Miguel Abensour
- Francis Affergan
- Sylviane Agacinski
- Pierre d'Ailly
- Alain
- Éric Alliez
- Ferdinand Alquié
- Louis Althusser
- Bernard Andrieu
- Anselme de Laon
- Manola Antonioli
- Didier Anzieu
- Charles Appuhn
- Françoise Armengaud
- Louis Arenilla
- Antoine Arnauld
- Raymond Aron
- Bernard Aspe
- Paul-Laurent Assoun
- Pierre Aubenque
- François Aubral
- Gwenaëlle Aubry
- Catherine Audard
- Séverine Auffret
- Michel Authier
- Nicolas d'Autrécourt
- Kostas Axelos
- Pierre Hyacinthe Azaïs
- François Azouvi

## B
- Bernard Baas
- Gaston Bachelard
- Suzanne Bachelard
- Élisabeth Badinter
- Alain Badiou
- Bonaventure de Bagnoregio
- Georges Balandier
- Étienne Balibar
- Jean Banières
- Renaud Barbaras
- Jules Barni
- Aurélien Barrau
- Jules Barthélemy-Saint-Hilaire
- Jean Baruzi
- Victor Basch
- Frédéric Bastiat
- Roger Bastide
- Georges Bataille
- Charles Batteux
- Yves Battistini
- Jean Baudrillard
- Louis Eugène Marie Bautain
- Raymond Bayer
- Pierre Bayle
- Jean Beaufret
- Émile Beaussire
- Simone de Beauvoir
- Bruce Bégout
- Marc Beigbeder
- Yvon Belaval
- Mehdi Belhaj Kacem
- François-Xavier Bellamy
- Gustave Belot
- Charles Magloire Bénard
- Miguel Benasayag
- Julien Benda
- Ali Benmakhlouf
- Alain de Benoist
- Jean-Marie Benoist
- Jocelyn Benoist
- Daniel Bensaïd
- Bernadette Bensaude-Vincent
- Gérard Bensussan
- Nicolas Berdiaev
- Gaston Berger
- Henri Bergson
- Gilles Bernheim
- François Bernier
- Henri Berr
- Ernest Bersot
- Jean-Michel Berthelot
- Joël Biard
- Charles François de Bicquilley
- Abdennour Bidar
- Jacques Bidet
- Guillaume Bigot
- Jean-Cassien Billier
- Maine de Biran
- Henri Birault
- Michel Bitbol
- Antoine Blanc de Saint-Bonnet
- Robert Blanché
- Maurice Blanchot
- Charles Blondel
- Éric Blondel
- Maurice Blondel
- Jean Bodin
- François Boissel
- Jean Bollack
- Mayotte Bollack
- Louis de Bonald
- Mikkel Borch-Jacobsen
- Jean Borella
- Jean Borreil
- Étienne Borne
- Christian Bouchindhomme
- Pierre Boudot
- Célestin Bouglé
- Francisque Bouillier
- Nicolas Antoine Boulanger
- Olivier Boulnois
- Pierre Bourdieu
- Pierre Bouretz
- Dominique Bourg
- Bernard Bourgeois
- Pierre Boutang
- Émile Boutroux
- Jacques Bouveresse
- Renée Bouveresse
- Charles de Bovelles
- Alain Boyer
- Rémi Brague
- Lucien Braun
- Jean-François Braunstein
- Stanislas Breton
- Victor Brochard
- Jean-Marie Brohm
- Alain Brossat
- Jacques Brosse
- Claude Bruaire
- Jean Brun
- Claude Brunet
- Léon Brunschvicg
- Jacques Brunschwig
- Jean Bruyas
- Christine Buci-Glucksmann
- Claude Buffier
- Guy Bugault
- Florence Burgat
- Jean Buridan

## D
- Jean le Rond D'Alembert
- Roger Dadoun
- François Dagognet
- Tristan Dagron
- Étienne Noël Damilaville
- Jean-Philibert Damiron
- Hubert Damisch
- Arsène Danton
- Alphonse Darlu
- Bernard Darras
- Jacques Darriulat
- Françoise Dastur
- Jean Daujat
- Lionel Dauriac
- David de Dinant
- Monique David-Ménard
- Pascal David
- Georges Davy
- Régis Debray
- Michel Deguy
- Marc de Launay
- Christian Delacampagne
- Henri Delacroix
- François Delaporte
- Victor Delbos
- Vincent Delecroix
- Gérard Deledalle
- Gilles Deleuze
- Jean-Baptiste-Claude Delisle de Sales
- Chantal Delsol
- Jacques Derrida
- Éric de Rus
- John Theophilus Desaguliers
- Jean-Toussaint Desanti
- Jacques des Bermudes
- René Descartes
- Léger Marie Deschamps
- Vincent Descombes
- Antoine-Louis-Claude Destutt de Tracy
- Théodore Dézamy
- Michel d'Hermies
- Denis Diderot
- Georges Didi-Huberman
- Manuel de Diéguez
- Monique Dixsaut
- Daniel Dobbels
- Jean Domat
- Jean-Marie Domenach
- Dina Dreyfus
- Henri Dreyfus-Le Foyer
- Roger-Pol Droit
- Joseph Droz
- Dominique Dubarle
- Marcel-Jacques Dubois
- Oswald Ducrot
- Dany-Robert Dufour
- Anne Dufourmantelle
- Hugues Dufourt
- Mikel Dufrenne
- Laurent Duhan
- Jean-Joël Duhot
- César Chesneau Dumarsais
- Jean-Paul Dumont
- Jean-Pierre Dupuy
- Guillaume Durand de Saint-Pourçain
- Gilbert Durand
- Jacques Du Roure
- Charles Duveyrier
- Jean Duvignaud

## E
- Bernard Edelman
- Victor Egger
- Arlette Elkaïm-Sartre
- Jacques Ellul
- Corinne Enaudeau
- Pascal Engel
- Didier Eribon
- Alain Etchegoyen
- François Evellin
- Emmanuel Tourpe

## F
- Jean-Louis Fabiani
- Marcello Fabri
- Anne Fagot-Largeault
- Emmanuel Falque
- Frantz Fanon
- Michel Fattal
- André Fauconnet
- Charles Fauvety
- Jeanne Favret-Saada
- Emmanuel Faye
- Jean-Pierre Faye
- Pierre Fédida
- François Fédier
- Michel Féher
- Valentin Feldman
- Fénelon
- Pierre de Fermat
- Cyrille Ferraton
- Jean-Marc Ferry
- Luc Ferry
- Gaston Fessard
- André-Jean Festugière
- Michel Fichant
- Joseph de Finance de Clairbois
- Alain Finkielkraut
- Franck Fischbach
- François Flahault
- Edmond Fleg
- Marc Foglia
- Michaël Foessel
- Alain Foix
- Élisabeth de Fontenay
- Aimé Forest
- Michel Foucault
- Simon Foucher
- Pierre Fougeyrollas
- Alfred Fouillée
- Paul Foulquié
- Charles Fourier
- Geneviève Fraisse
- Adolphe Franck
- Didier Franck
- Nicolas Fréret
- Georges Friedmann
- Marc Froment-Meurice

## G
- Joseph Gabel
- Emmanuel Gabellieri
- Jacques Gaffarel
- Maurice de Gandillac
- Roger Garaudy
- Jacques Garelli
- Réginald Garrigou-Lagrange
- Adolphe Garnier
- Isabelle Garo
- Gaspard Koenig
- Pierre Gassendi
- Marcel Gauchet
- Jules de Gaultier
- Louis Gabriel Gauny
- Xavière Gauthier
- François George
- Alain B. L. Gérard
- Étienne Gilson
- Daniel Giovannangeli
- René Girard
- André Glucksmann
- Arthur de Gobineau
- Elsa Godart
- Maurice Godelier
- Christian Godin
- Lucien Goldmann
- Victor Goldschmidt
- Ferdinand Gombault
- André Gorz
- Jean Gosset
- Henri Gouhier
- Jean-Baptiste Gourinat
- Jean-Joseph Goux
- Jean-Baptiste Cousin de Grainville
- Gérard Granel
- Jean Granier
- Jean Greisch
- Jean Grenier
- Nicolas Grimaldi
- Jacques Grinevald
- Bernard Groethuysen
- Frédéric Gros
- Félix Guattari
- René Guénon
- Michel Guérin
- Martial Gueroult
- François Guéry
- Claude Guillermet de Bérigard
- Claude Guillon
- Jean Guitton
- Georges Gusdorf
- Georges Gurvitch
- Alain Guyard
- Augustin Guyau
- Jean-Marie Guyau
- Patrick Guyomard

## H
- Michel Haar
- Pierre Hadot
- Jeanne Halbwachs
- Maurice Halbwachs
- Élie Halévy
- Marc Halévy
- Octave Hamelin
- Arthur Hannequin
- Laurence Hansen-Løve
- Pierre Hassner
- Adolphe Hatzfeld
- Claude-Adrien Helvétius
- Marcel Hénaff
- Michel Henry
- Lucien Herr
- Carlos-Miguel Herrera
- Robert Hertz
- André Hirt
- Josef Hoëné-Wronski
- Paul Thiry d'Holbach
- Jacques D'Hondt
- Thierry Hoquet
- Marc-Vincent Howlett
- Henri Hude
- François Huet
- Pierre-Daniel Huet
- Denis Huisman
- Jean Hyppolite

## I
- Kamal Ibrahim
- Claude Imbert
- Luce Irigaray

## J
- Pierre Jacerme
- Baptiste-Marie Jacob
- Albert Jacquard
- Francis Jacques
- Christian Jambet
- Paul Janet
- Pierre Janet
- Dominique Janicaud
- Vladimir Jankélévitch
- Chantal Jaquet
- Gwendoline Jarczyk
- Louis de Jaucourt
- Jean Jaurès
- Francis Jeanson
- Lucien Jerphagnon
- Marc Jimenez
- Jean Jolivet
- Henry Joly
- Gérard Jorland
- Jean-Paul Jouary
- Théodore Jouffroy
- François Jullien

## K
- Jean Kahn-Dessertenne
- Ariane Kalfa
- Denis Kambouchner
- Bruno Karsenti
- Frédéric Keck
- Jean-François Kervégan
- Catherine Kintzler
- Raymond Klibansky
- Pierre Klossowski
- Sarah Kofman
- Alexandre Kojève
- Alexandre Koyré
- Angèle Kremer-Marietti
- Blandine Kriegel
- Julia Kristeva

## L
- Pierre-Jean Labarrière
- Lucien Laberthonnière
- Georges Labica
- Étienne de La Boétie
- Henri Laborit
- Élisabeth Labrousse
- Judith Lacan
- Gérard de Lacaze-Duthiers
- Jean-Marc Lachaud
- Jules Lachelier
- Pierre Lachièze-Rey
- Olivier Lacombe
- Jean Lacoste
- Philippe Lacoue-Labarthe
- Jean Lacroix
- Jean-René Ladmiral
- Daniel Lagache
- Louis de La Forge
- Antoine de La Garanderie
- Jules Lagneau
- Alexandra Laignel-Lavastine
- Joseph Lakanal
- André Lalande
- Charles Lalo
- Bernard Lamblin
- Bianca Lamblin
- Félicité Robert de Lamennais
- Julien Offray de La Mettrie
- François de La Mothe Le Vayer
- Bernard Lamy
- Georges Lapassade
- Pierre de La Place
- Jean Laplanche
- François Laplantine
- Jean Laporte
- Roger Laporte
- David Lapoujade
- Guy Lardreau
- Jean Largeault
- Pierre Laromiguière
- François Laruelle
- Bruno Latour
- Auguste Laugel
- Sandra Laugier
- Alain Laurent
- Jérôme Laurent
- Albert Lautman
- Jean Lauxerois
- Louis Lavelle
- Antoine Lavoisier
- Maurizio Lazzarato
- Guillaume le Blanc
- Sylvie Le Bon
- Pierre Le Coz
- Pierre Le Guay de Prémontval
- Véronique Le Ru
- Gérard Lebrun
- Annie Leclerc
- Albert Leclère
- Pierre Lecomte du Noüy
- Dominique Lecourt
- Henri Lefebvre
- Claude Lefort
- Antoine Legrand
- Gérard Legrand
- Alain Le Guyader
- Jean-Michel Le Lannou
- Joseph-Adrien Lelarge de Lignac
- Marguerite Léna
- Lazare Lenain
- Roger Lenglet
- Xavier Léon
- Jules Lequier
- Pierre Leroux
- Sylvain Leroy
- Édouard Le Roy
- Paul Lesbazeilles
- Marie-Anne Lescourret
- René Le Senne
- Charles Lévêque
- Benny Lévy
- Louis Liard
- Alain de Libera
- Jacqueline Lichtenstein
- Gilles Lipovetsky
- Émile Littré
- Pierre Lombard
- Frédéric Lordon
- Lucien Scubla
- Stéphane Lupasco
- Georges-Henri Luquet
- Jean-François Lyotard

## M
- Bernard Mabille
- Gabriel Bonnot de Mably
- Pierre Macherey
- Gabriel Madinier
- Robert Maggiori
- Pierre Magnard
- Claude-Edmonde Magny
- Maine de Biran
- Gilbert Maire
- Gérard Mairet
- Catherine Malabou
- Henri Maldiney
- Nicolas Malebranche
- André Malet
- Michel Malherbe
- Philippe Malrieu
- Manegold de Lautenbach
- Pierre Manent
- Octave Mannoni
- Alexandre Marc
- Gabriel Marcel
- Jan Marejko
- Louis Marin
- Jean-Luc Marion
- Jacques Maritain
- Gilles Marmasse
- Jean-François Marquet
- Jean-Clet Martin
- Emmanuel Martineau
- Michela Marzano
- Nicolas Massias
- Paul Masson-Oursel
- Frédérique Matonti
- Jean-François Mattéi
- Jean Maugüé
- Charles Maurras
- Dominique Méda
- Quentin Meillassoux
- Philippe Mengue
- René Ménil
- Jacques Merleau-Ponty
- Maurice Merleau-Ponty
- Marin Mersenne
- Jean Meslier
- Régis Messac
- Émile Meyerson
- Roland Meynet
- Yves Michaud (philosophe)
- Jean-Claude Michéa
- Cyrille Michon
- Fabrice Midal
- Gaston Milhaud
- Charles Millon
- Jean-Claude Milner
- Alain Milon
- Victor Riquetti de Mirabeau
- Robert Misrahi
- Damien Mitton
- Olivier Mongin
- Henri Mongis
- Michel de Montaigne
- Charles de Montalembert
- Pierre Montebello
- Montesquieu
- Joseph Moreau
- Pierre-François Moreau
- Étienne-Gabriel Morelly
- Pierre Morhange
- Edgar Morin
- Stéphane Mosès
- Emmanuel Mounier
- Paul Mouy
- Jacques Muglioni
- Jean-Marie Muller
- Philippe Muray
- Marc Antoine Muret
- Pierre Musso

## N
- Jean-Luc Nancy
- Gabriel Naudé
- Maurice Nédoncelle
- Frédéric Nef
- André Neher
- Philippe Nemo
- Frédéric Neyrat
- Jean Nicod
- Paul Nizan
- Désiré Nolen
- François Noudelmann
- Jean-Félix Nourrisson
- Pierre Nourry
- Philippe Nys

## O
- Ruwen Ogien
- Léon Ollé-Laprune
- Michel Onfray
- Nicole Oresme
- Marc-Alain Ouaknin
- Mélika Ouelbani

## P
- Frédéric Pagès
- Georges Palante
- Kostas Papaïoannou
- Thierry Paquot
- Brice Parain
- Jeanne Parain-Vial
- Dominique Parodi
- Blaise Pascal
- Jean-Claude Passeron
- Frédéric Paulhan
- Bernard Pautrat
- Xavier Pavie
- Michel Pêcheux
- Thomas Pègues
- Emmanuel Peillet
- Pierre Péju
- Corine Pelluchon
- Henri Peña-Ruiz
- Charles Pépin
- Jean Pépin
- Catherine Perret
- Jean Petitot
- Simone Pétrement
- Alexis Philonenko
- Yvonne Picard
- François Picavet
- Emmanuel Picavet
- Frank Pierobon
- François Thomas Pillon
- Bruno Pinchard
- Richard Pinhas
- Stéphane Piobetta
- Claude Pithoys
- Rafaël Pividal
- Fred Poché
- Henri Poincaré
- Jean-Louis Poirier
- René Poirier
- Claude Polin
- Raymond Polin
- Georges Politzer
- Amédée Ponceau
- Jean-Bertrand Pontalis
- Gilbert de la Porrée
- Mathieu Potte-Bonneville
- Jacques Poulain
- Jean Pouillon
- Roger Pouivet
- Nicos Poulantzas
- François Poullain de La Barre
- Ollivier Pourriol
- Jean-François Pradeau
- Dominique Pradelle
- Maurice Pradines
- Pierre-Joseph Proudhon
- Michel Puech
- Pierre Pyrard

## Q
- Antoine Chrysostome Quatremère de Quincy
- Bernard Quelquejeu
- Dominique Quessada
- Jean Quillien
- Roland Quilliot
- Pierre-Yves Quiviger

## R
- Claude Rabant
- Jean-François Raguet
- Pierre de La Ramée
- Clémence Ramnoux
- Jacques Rancière
- Frédéric Rauh
- Gérard Raulet
- Félix Ravaisson
- Philippe Raynaud
- Olivier Reboul
- François Recanati
- Robert Redeker
- Charles de Rémusat
- Ernest Renan
- Emmanuel Renault
- Alain Renaut
- Jacques Rennes
- Charles Renouvier
- Myriam Revault d'Allonnes
- Olivier Revault d'Allonnes
- Jean-François Revel
- Judith Revel
- Jean Reynaud
- Paul Ricœur
- Pierre A. Riffard
- Dominique-François Rivard
- Jacques Rivelaygue
- Aurélien Robert
- Léon Robin
- André Robinet
- Jean-Baptiste-René Robinet
- Rainer Rochlitz
- Patrick Rödel
- Claude Roëls
- Alain Roger
- Roland Dalbiez
- Claude Romano
- Gilbert Romeyer-Dherbey
- Roscelin de Compiègne
- Alexis Rosenbaum
- Irène Rosier-Catach
- Clément Rosset
- Jean Rostand
- Yves Roucaute
- Louis Rougier
- Philippe de Rouilhan
- Serge Roure
- Jean-Jacques Rousseau
- François Roustang
- Joseph Rovan
- Maxime Rovère
- Olivier Roy
- Pierre-Paul Royer-Collard
- Maximilien Rubel
- Jacqueline Russ
- Raymond Ruyer
- Théodore Ruyssen
- Han Ryner

## S
- Marquis de Sade
- Henri Dominique Saffrey
- Jean-Louis Sagot-Duvauroux
- Charles de Saint-Évremond
- Louis-Claude de Saint-Martin
- Bertrand Saint-Sernin
- Claude-Henri de Rouvroy de Saint-Simon
- Émile Saisset
- Louis Sala-Molins
- Philippe-Joseph Salazar
- Jean Salem
- Michel Sales
- Stéphane Sangral
- Pierre Sansot
- Jean Saphary
- Georges-Elia Sarfati
- Jean-Paul Sartre
- Anne Sauvagnargues
- Alexandre Savérien
- Patrick Savidan
- André Scala
- Jean-Marie Schaeffer
- Lucien Sebag
- René Schérer
- Frédéric Schiffter
- Judith Epstein Schlanger
- Monique Schneider
- Pierre-Maxime Schuhl
- Albert Schweitzer
- Gabriel Séailles
- Alain-Philippe Segonds
- André Sénik
- Michel Serres
- Antonin-Gilbert Sertillanges
- Lucien Sève
- Guillaume Sibertin-Blanc
- Jean de Silhon
- Gérard Simon
- Jules Simon
- Gilbert Simondon
- Hourya Sinaceur
- Jean Soldini
- Samuel Sorbière
- Georges Sorel
- Marc Soriano
- Philippe Soulez
- Paul Souriau
- Étienne Souriau
- Arnaud Spire
- Jean-Fabien Spitz
- André Stanguennec
- George Steiner
- Barbara Stiegler
- Bernard Stiegler
- Michel Surya
- Gilles Susong
- Peter Szendy

## T
- Pierre-André Taguieff
- Hippolyte Taine
- Carole Talon-Hugon
- Gabriel Tarde
- Étienne Tassin
- Pierre-Henri Tavoillot
- Claude Tedguy
- Pierre Teilhard de Chardin
- Michel Terestchenko
- Pierre Tevanian
- Jacques Texier
- Bernard Teyssèdre
- Thibaud d'Étampes
- Paul Thibaud
- Gustave Thibon
- Pierre Thillet
- Pierre Thuillier
- Gilles A. Tiberghien
- Claudine Tiercelin
- Xavier Tilliette
- Alexis de Tocqueville
- Patrick Tort
- André Tosel
- Charles Touati
- Emmanuel Tourpe
- Claude Tresmontant
- Jules Tricot
- André Tubeuf

## U
- Jean Ullmo

## V
- Paul Vignaux
- Étienne Vacherot
- Paul Valadier
- Serge Valdinoci
- Paul Valéry
- Georges Vallin
- Yves Vargas
- Patrick Vauday
- Jean-Marie Vaysse
- Hélène Védrine
- Augusto Vera
- Bertrand Vergely
- Denis Vernant
- Jean-Pierre Vernant
- Miklós Vető
- François Vezin
- Jordi Vidal
- Jean-Louis Vieillard-Baron
- Georges Vigarello
- Arnaud Villani
- Charles de Villers
- Michel Villey
- Jean-Baptiste Jeangène Vilmer
- Jean-Marie Vincent
- Paul Virilio
- Voltaire
- Jean-Pierre Voyer
- Jean-Noël Vuarnet
- Jules Vuillemin
- Jean-Louis Vullierme

## W
- Charles-Pendrell Waddington
- François Wahl
- Jean Wahl
- Henri Wallon
- Jean Wallon
- Éric Weil
- Simone Weil
- Heinz Wismann
- Francis Wolff
- Frédéric Worms
- Patrick Wotling
- Jean-Jacques Wunenburger

## Y
- Yannis Youlountas

## Z
- Léontine Zanta
- Jean-Pierre Zarader
- Marlène Zarader
- Yves Charles Zarka
- Hervé Zwirn